# Тернерсвілл (Нью-Джерсі)
Тернерсвілл (англ. Turnersville) — переписна місцевість (CDP) в США, в окрузі Глостер штату Нью-Джерсі. Населення — 3594 особи (2020).

## Географія
Тернерсвілл розташований за координатами 39°45′59″ пн. ш. 75°3′43″ зх. д. / 39.76639° пн. ш. 75.06194° зх. д. (39.766445, -75.062003).  За даними Бюро перепису населення США в 2010 році переписна місцевість мала площу 3,87 км², з яких 3,85 км² — суходіл та 0,02 км² — водойми.

## Демографія
Згідно з переписом 2010 року, у переписній місцевості мешкали 3742 особи в 1217 домогосподарствах у складі 1068 родин. Густота населення становила 967 осіб/км².  Було 1237 помешкань (320/км²).
Расовий склад населення:
| - 91,7 % — білих - 3,6 % — чорних або афроамериканців - 2,9 % — азіатів - 0,1 % — корінних американців |

До двох чи більше рас належало 1,2 %. Частка іспаномовних становила 2,4 % від усіх жителів.
За віковим діапазоном населення розподілялося таким чином: 25,2 % — особи молодші 18 років, 63,8 % — особи у віці 18—64 років, 11,0 % — особи у віці 65 років та старші. Медіана віку мешканця становила 41,6 року. На 100 осіб жіночої статі у переписній місцевості припадало 93,8 чоловіків;  на 100 жінок у віці від 18 років та старших — 93,2 чоловіків також старших 18 років.
Середній дохід на одне домашнє господарство  становив 111 004 долари США (медіана — 100 298), а середній дохід на одну сім'ю — 112 888 доларів (медіана — 103 426). Медіана доходів становила 80 995 доларів для чоловіків та 55 385 доларів для жінок. За межею бідності перебувало 0,6 % осіб, у тому числі 0,0 % дітей у віці до 18 років та 0,4 % осіб у віці 65 років та старших.
Цивільне працевлаштоване населення становило 1779 осіб. Основні галузі зайнятості: освіта, охорона здоров'я та соціальна допомога — 33,7 %, науковці, спеціалісти, менеджери — 12,4 %, роздрібна торгівля — 11,6 %.